# Орлов, Виктор Григорьевич
Виктор Григорьевич Орлов (укр. Віктор Григорович Орлов; 4 октября 1946, Магнитогорск) — советский футболист, нападающий. Позже — тренер. Мастер спорта СССР, Заслуженный тренер Украины.

## Карьера футболиста
В детстве занимался футболом и хоккеем. Первый футбольный тренер — Константин Дмитриев. В пятнадцатилетнем возрасте, в 1962 году поступил в уфимский техникум физкультуры, где занимался хоккеем. Позже, Виктора пригласил Фёдор Новиков, главный тренер уфимской футбольного клуба «Строитель» в стан команды. В начале он играл за вторую команду, а затем попал и в основной состав, который выступал во Второй лиге СССР. В 1965 году перешёл в волгоградский «Трактор», который также играл во Второй лиге. Орлов приглашался в молодёжную сборную СССР, где его заметили представители донецкого «Шахтёра», куда он перешёл в 1966 году. В составе команды провёл четыре года, играя также за дубль. 6 октября 1968 года в матче против кировабадского «Динамо» (3:0), Виктор забил последний гол в игре, который стал 700-м голом «Шахтёра» в чемпионатах СССР.
В 1970 году стал игроком симферопольской «Таврии», куда его пригласил Анатолий Заяев. «Шахтёр» обменял его и Василия Грубчака на Николая Климова и Андрея Черемисина. В первом же сезоне он вместе с командой стал серебряным призёром Второй лиги СССР. В 1973 году команда стала победителем турнира и вышла в Первую лигу. В 1974 году «Таврия» обыграла в финале Кубка Украинской ССР житомирский «Автомобилист» (4:1). В следующем году симферопольцы вновь дошли до финала, но уступили кировоградской «Звезде» (2:3). В своём последнем сезоне в команде «Таврия» заняла третье место в Первой лиге.
В составе «Таврии» провёл более трёхсот игр и забил более пятидесяти голов. Орлов выступал на позиции нападающего, нередко играл в качестве капитана команды. Он занимает десятое место в списке гвардейцев «Таврии» и восьмое место в списке лучших бомбардиров. В 2010 году сайт Football.ua включил его в список 50 лучших игроков «Таврии», где он занял восьмое место.
В 1980 году играл в симферопольском «Метеоре».

## Тренерская карьера
По окончании игры за «Таврию» поступил в высшую школу тренеров СССР. В 1980 году получил предложение стать вторым тренером «Таврии», где он проработал четыре года. Затем Виктор Орлов стал работать с детьми в школе «Таврии». Восемь лет он тренировал футболистов 1975 года рождения, там среди его воспитанников были Алексей Храмцов, Владислав Мальцев, Игорь Чечеткин, Алексей Осипов и Сергея Аверин. С 1992 года по 2007 год являлся тренером в крымском училище олимпийского резерва. Там он подготовил таких футболистов как Андрей Несмачный, Сергей Коврыжкин, Алексея Храмцова, Дмитрий Леонов, Станислав Печёнкин, Артур Новотрясов, Василий Попов и Виталий Саранчуков. После, он вновь вернулся в школу «Таврии», где тренировал детей 1995 года рождения.
В 2003 году был удостоен звания заслуженного тренера Украины по футболу. Совместно с Игорем Волковым проводил детский турнир в Саках в 2012 году. Виктор Орлов является учредителем некоммерческой организации «Ветераны футбола Крыма и Севастополя».
После присоединения Крыма к России принял российское гражданство.

## Достижения
- Бронзовый призёр Первой лиги СССР: 1977
- Победитель Второй лиги СССР: 1973
- Серебряный призёр Второй лиги СССР: 1970
- Обладатель Кубка Украинской ССР: 1974
- Финалист Кубка Украинской ССР: 1975

## Награды и звания
- Заслуженный работник физической культуры и спорта Автономной Республики Крым (19 мая 2008) — За значительный личный вклад в развитие спорта в Автономной Республике Крым, высокий профессионализм, спортивные достижения и в связи с 50-летием со дня основания ООО «Спортивный клуб „Таврия“»[15]

## Статистика
| Сезон | Клуб                | Лига        | Чемпионат | Чемпионат | Кубок | Кубок |
| Сезон | Клуб                | Лига        | Игры      | Голы      | Игры  | Голы  |
| ----- | ------------------- | ----------- | --------- | --------- | ----- | ----- |
| 1964  | Строитель (Уфа)     | Вторая лига | 14        | 3         |       |       |
| 1965  | Трактор (Волгоград) | Вторая лига | 38        | 5         |       |       |
| 1966  | Трактор (Волгоград) | Вторая лига | 15        | 5         | 1     | 3     |
| 1966  | Шахтёр (Донецк)     | Высшая лига | 4         | 1         |       |       |
| 1967  | Шахтёр (Донецк)     | Высшая лига | 6         | 1         |       |       |
| 1968  | Шахтёр (Донецк)     | Высшая лига | 17        | 3         | 1     | 0     |
| 1969  | Шахтёр (Донецк)     | Высшая лига | 31        | 3         | 1     | 0     |
| 1970  | Шахтёр (Донецк)     | Высшая лига | 1         | 0         |       |       |
| 1970  | Таврия              | Вторая лига | 34        | 10        |       |       |
| 1971  | Таврия              | Вторая лига | 38        | 12        |       |       |
| 1972  | Таврия              | Вторая лига | 35        | 8         |       |       |
| 1973  | Таврия              | Вторая лига | 47        | 8         |       |       |
| 1974  | Таврия              | Первая лига | 34        | 4         | 2     | 0     |
| 1975  | Таврия              | Первая лига | 38        | 10        | 2     | 0     |
| 1976  | Таврия              | Первая лига | 36        | 4         | 3     | 0     |
| 1977  | Таврия              | Первая лига | 31        | 5         | 1     | 0     |

Источники:
- Статистика — Профиль на сайте FootballFacts.ru